# نشریه سالینا
نشریه سالینا، یک فصلنامه علمی در حوزه علوم بالینی دامپزشکی می‌باشد که با هدف ارتقای دانش دامپزشکی و گسترش تعامل میان پژوهشگران، استادان و دانشجویان دامپزشکی منتشر می‌شود.
بیوگرافی نشریه سالینا:
صاحب امتیاز: انجمن علمی علوم درمانگاهی دانشگاه تبریز
زبان انتشار: فارسی-انگلیسی
شماره مجوز: ک.ن.ت ۱۱۸/۱۲
ترتیب انتشار: فصلنامه علمی
نحوه انتشار: الکترونیکی، صوتی، چاپی 
محل توزیع: دانشگاه تبریز
لینک سایت مرجع نشریه:https://stjournals.tabrizu.ac.ir/fa/page/11884/-%DB%B7%DB%B4-%D9%86%D8%B4%D8%B1%DB%8C%D9%87-%D8%B3%D8%A7%D9%84%DB%8C%D9%86%D8%A7
در حال حاضر هشت شماره از نشریه علمی سالینا به انتشار رسیده است که آخرین شماره، با محوریت بهداشت و بیماری‌های حیوانات اگزوتیک تدوین شده است. 